# Robert Trowers
Robert Trowers (Brooklyn (New York), 1957) is een Amerikaanse jazztrombonist.

## Biografie
Trowers had aanvankelijk pianolessen, voordat hij wisselde naar de trombone, onder de indruk van swingplaten. Zijn vroege voorbeelden zijn Laurence Brown, Tricky Sam Nanton, Tommy Dorsey, Glenn Miller en Jack Teagarden, latere bop-trombonisten als J.J. Johnson, Jimmy Cleveland, Curtis Fuller en Frank Rosolino. Tijdens zijn studententijd speelde Trowers als professionele muzikant in de omgeving van New York, o.a. bij de Apollo Stompers van Jaki Byard en in de Ray Abrams/Hank Doughty Big Band. In 1979 toerde hij met Abdullah Ibrahim door Europa. Vanaf de jaren 1980 speelde hij met Lionel Hampton, Illinois Jacquet en vanaf 1989 in het Count Basie Orchestra (dat toen Frank Foster was), evenals het Lincoln Center Jazz Orchestra onder leiding van Wynton Marsalis, het Carnegie Hall Jazz Orchestra onder leiding van Jon Faddis en het Chico O'Farrill Afro-Cuban Orchestra.
In 1994 trad hij op met de Concord Jazz All Star Big Band onder leiding van Gene Harris, Rob McConnell en Frank Wess op het Fujitsu Concord Jazz Festival. Hij speelde ook met George Gee, Randy Weston, Susannah McCorkle, Randy Sandke, Chris Murrell, Michel Sardaby, Ken Peplowski en Carlos Garnett. In 1993 bracht hij het album Synopsis uit bij Concord Jazz, waaraan Jesse Davis, Carl Carter (piano), Marcus McLaurine (bas) en Lewis Nash hadden gewerkt. 1995 volgde Point of View (Concord), met Richard Wyands, Marcus McLaurine en Gene Jackson als ritmesectie en Al Gray, Fred Wesley en Slide Hampton als gastsolisten. Op het gebied van jazz was hij tussen 1978 en 2012 betrokken bij 26 opnamesessies. Trowers geeft les aan de North Carolina Central University.

## Discografie

### Als leader
- 1992: Synopsis (Concord Records)
- 1994: Point of View (Concord Records)

### Als sideman
Met George Gee
- 2004: Settin' the Pace (GJazz)

- Gemeinsame Normdatei: 13477289X
- International Standard Name Identifier: 0000 0000 5549 8441
- Library of Congress Control Number: nr98009924
- MusicBrainz: 6caae830-6d3c-4f3a-a9c5-ae117817421a
- Virtual International Authority File: 7302106
- WorldCat: E39PBJh4y8wGCQc38rPgmCbmVC